# Troprašnička zvjezdoglavka
Troprašnička zvjezdoglavka (lat. Scabiosa triandra) je vrsta zvjezdoglavke koja pripada porodici kozokrvnica (Caprifoliaceae).

## Opis
Scabiosa triandra može narasti do 1 metra u visinu. Razdoblje cvatnje traje od lipnja do rujna.

## Rasprostranjenost
Ova vrsta se može naći u južnoj Europi.